# Fahrenheit 451 (película de 2018)
Fahrenheit 451 es una película distópica estadounidense de 2018 escrita y dirigida por Ramin Bahrani y basada libremente en la novela homónima de Ray Bradbury. Está protagonizada por Michael B. Jordan, Michael Shannon, Sofia Boutella, Lilly Singh, Grace Lynn Kung y Martin Donovan. Ambientada en una América futura, la película sigue a un "bombero" cuyo trabajo es quemar libros, que ahora son ilegales, solo para cuestionar a la sociedad después de conocer a una mujer joven.
La cinta se estrenó fuera de competición en el Festival de Cannes el 12 de mayo del 2018. Luego fue proyectada en televisión por HBO el 19 de mayo de 2018 y ha recibido críticas mixtas, con elogios por las actuaciones y las imágenes, pero críticas por el guion y la falta de fidelidad al material original.

## Argumento
En el futuro, después de la Segunda Guerra Civil Estadounidense, la mayor parte de la lectura en los Estados Unidos se limita a Internet, llamada "Los 9", y la mayoría de los libros están prohibidos (a excepción de versiones muy simplificadas de libros como la Biblia, Al faro y Moby Dick). El departamento de bomberos no es lo mismo y no desempeñan su función habitual: los bomberos no contienen incendios porque los edificios están a salvo del fuego, ahora tienen que quemar libros. Se ordena que los libros sean quemados por "Bomberos", que son parte del "Ministerio", una dictadura totalitaria que culpa a la infelicidad, la enfermedad mental y las opiniones contradictorias de leer la literatura "equivocada".
Guy Montang es un bombero que vive en Cleveland y realiza su trabajo sin cuestionar, creyendo que al seguir los pasos de su capitán está sirviendo y protegiendo a la sociedad. Todo esto cambia cuando conoce a una informante llamada Clarisse, quien lo hace desafiar sus acciones y convicciones al compartir con él algo de la historia real de los EE. UU. y el surgimiento del Ministerio. Cuando finalmente decide rebelarse y comprender cómo leen las "Anguilas" (marginados de la lectura de libros), se da cuenta de que ahora también quiere leer. Montag decide ayudar a un rebelde que tiene un plan para reproducir su información a través de animales. Este grupo rebelde codificó libros en el ADN de un estornino para que pueda vivir y sobrevivir a los esfuerzos de los bomberos. Se suponía que Montag robaría un transpondedor del departamento de bomberos para adjuntarlo al momento de ver al ave para que un grupo de científicos pueda localizarlo y transferir el ADN a otros animales.
Después de que Montag roba el transpondedor, el bombero Beatty acude a Montag para confirmar su intención de continuar como bombero quemando libros. Los bomberos van a la casa de Montag y encuentran un gran alijo de libros plantados. Por orden de Beatty, Montag comienza a quemar el alijo. Montag recuerda que el Capitán Beatty estaba entre el grupo de bomberos que golpeó a su padre por ser una anguila y deja de quemar los libros. Montag se enfrenta al Capitán Beatty, quien borra su identidad. Después de quemar vivo a un bombero, Montag se da a la fuga y finalmente se conecta con el grupo de anguilas. La casa de las anguilas es descubierta por los bomberos; Montag encuentra el ave y coloca un transpondedor en su interior para que pueda llegar a los científicos en Canadá. El Capitán Beatty lo confronta e intenta detenerlo, pero permite que el pájaro se vaya volando. Después de que Montag suelta el pájaro, Beatty lo quema vivo en un ataque de rabia. El estornino llega a Canadá y se une a una inmensa bandada de otros estorninos.

## Reparto
- Michael B. Jordan como Guy Montag.
- Michael Shannon como Capitán John Beatty.
- Sofia Boutella como Clarisse McClellan.
- Khandi Alexander como Toni Morrison.
- Lilly Singh como Raven.
- Martin Donovan como Comisionado Nyari.
- Andy McQueen como Gustavo.
- Dylan Taylor como Douglas.
- Grace Lynn Kung como Presidente Mao.
- Keir Dullea como Historiador.

## Producción
Ramin Bahrani había estado desarrollando una adaptación de la novela de Bradbury desde junio de 2016. En abril de 2017, Michael Shannon y Michael B. Jordan fueron elegidos para la película, y Jordan también asumió el papel de productor ejecutivo. En junio, Sofia Boutella se unió al proyecto, la personalidad de YouTube Lilly Singh fue elegida como vlogger, y Laura Harrier fue elegida como Millie, la esposa de Montag, aunque finalmente fue eliminada de la película. El rodaje comenzó en julio de 2017, con las incorporaciones de Martin Donovan, Andy McQueen y Grace Lynn Kung al elenco en agosto.

## Recepción
La cinta tuvo una recepción mixta por parte de la crítica y una recepción negativa por parte del público. En ambos casos se le cuestiona que no estuviese a la altura de la anterior adaptación ni la del propio libro. Tood McCarthy de The Hollywood Reporter señala «Es una llama extinta» y comenta «...paradójicamente, esta nueva adaptación es más relevante y menos atemorizarte de lo que parecía antes». Kevin O'Keefe de la revista Variety resalta «... esta diseñada [la cinta] para que parezca separada de nuestro mundo» y continua «El resultado es una versión de "Fahrenheit 451" hecha para la era de los "Juegos del Hambre".»
«...La terminología extraña e inventada solo hace que este nuevo mundo se sienta extraño».